# BR.20轟炸機
BR.20是第二次世界大戰前由意大利飛雅特研發的轟炸機，俱有應力蒙皮等先進技術的轟炸機，1936年試飛成功6個月後即生產，裝備意大利空軍第13中隊。

## 基本資料
- 乘員:5人(駕駛+水平投彈手+機槍手)
- 機長:16.68米
- 翼展:21.56米
- 機高:4.75米
- 空重:6,500公斤
- 最重:10,100公斤
- 機翼面積:74平方米
- 最快速度:440公里/小時
- 航程:2,750公里
- 昇限:8,000米
- 發動機:2俱飛雅特RC.41風冷式發動機(1,000匹馬力)
- 武裝:4挺12.7毫米口徑SAFAT機槍+1,600公斤炸彈

## 實戰

### 中國戰場
日本帝國陸軍也購買了85架(其中有75架到貨)並用於中日戰爭，在中日戰爭開打4個月後日軍的BR.20轟炸機就曾多次空襲蘭州，中華民國空軍飛行員稱此種轟炸機為「意式轟炸機」而日軍飛行員稱它們為「イ式重爆撃機」。
1939年2月20日，日本陸軍航空隊第98戰隊17架BR.20和12架九七式轟炸機轟炸蘭州，中國空軍第17中隊和蘇聯志願航空隊駕駛I-152戰鬥機迎敵，第17中隊隊長岑澤鎏帶領9架I-152對日機編隊發動攻擊，立即把作為領隊機的兩架BR.20擊落，日機掉落在賀蘭山，當日有9架日機被擊落而中方損失了一架由蘇聯人駕駛的I-152，此戰被稱為「蘭州二.二O空戰」。
一架被缴获的BR.20由中華民國空軍在1939年使用

### 歐洲戰場
1937年6月參與西班牙內戰，西班牙佛朗哥空軍買了25架，當1940年意大利參戰時有250架BR.20，其中有60架為強化自衛火力的BR.20M(把防衛機槍由7.7毫米口徑SAFAT機槍強化至12.7毫米口徑)，意大利空軍有75架轟炸英國但被英國戰機迎頭痛擊，之後意軍BR.20轉戰蘇聯戰場也同樣損失慘重，1942年後已算落伍的BR.20改為海上巡邏等次要任務，到1943年意大利向盟軍投降時還剩下81架BR.20。

## 使用國家
- 義大利王國
- 意大利社會共和國
- 中華民國
- 大日本帝国
- 匈牙利王國
- 西班牙国
- 克羅埃西亞獨立國